# Rolls-Royce Phantom II
In 1929 werd de Rolls-Royce Phantom I vervangen door de Phantom II. De fabriek in de VS bleef echter nog tot 1931 I's bouwen waarna ze dicht ging. Onder meer de motor van het nieuwe model werd overgenomen van het oude model en alle exemplaren kregen een vierversnellingsbak. In 1932 kregen de derde en vierde versnelling daarvan synchronisatie, de 'Synchromesh'. In 1935 ook de tweede versnelling.
Tot 1936 werd een totaal van 1680 Phantom-II's gebouwd. Naast 1402 gewone werden ook 278 Phantom II-Continental geproduceerd. 125 daarvan hadden het stuur aan de linkerkant.
Bij Rolls-Royce wist men dat men terrein verloor aan de concurrentie. Dit omdat belangrijke onderdelen als de assen, de versnellingsbak, het chassis en de vering nog maar weinig veranderd waren sinds 1912. Daarom volgde deze nieuwe Phantom II reeds vier jaar na de I.

## Eigenaars
- Sir Edmund Crane
- Prins van Nepal

Huidige modellen:
Ghost ·
Spectre ·
Phantom VIII ·
Cullinan

Recente modellen:
Wraith ·
Dawn ·
Phantom VII · 
Silver Seraph ·
Corniche 2000 ·
Phantom Coupé ·
Phantom Drophead Coupé

Historische modellen na de Tweede Wereldoorlog:
Silver Wraith ·
Silver Dawn ·
Phantom IV ·
Phantom V ·
Phantom VI ·
Silver Cloud ·
Silver Shadow ·
Corniche I-IV ·
Silver Spirit/Silver Spur I-IV ·
Camargue

Historische modellen voor de Tweede Wereldoorlog:
10 HP ·
Silver Ghost ·
20/25/30 HP ·
Phantom I ·
Phantom II ·
Phantom III ·
Wraith

Conceptauto's:
100EX ·
101EX ·
200EX